# ان‌جی‌سی ۷۸۴
ان‌جی‌سی ۷۸۴ (انگلیسی: NGC 784) نام یک کهکشان مارپیچی میله‌ای در صورت فلکی سه‌سو است.